# モアミュージック1・2・3・4
モアミュージック1・2・3・4（モアミュージック・ワン・ツー・スリーフォー）は、東海ラジオ放送で1977年4月4日から1978年9月29日まで放送されていた平日昼のワイドラジオ番組。

## 概要
東海ラジオ平日の昼ワイドとしては、開局の1960年以来17年間続いた『東海ハイウェイ』に代わってスタート。「家庭の主婦や商工自営業者、自動車やトラックのドライバーらが仕事をしながら楽しく聴ける内容の番組にしよう」とし、リスナーからのリクエストに応えるなど歌謡曲中心のワイド番組に変更。ヒット曲や新曲から思い出の曲まで扱うオールリクエスト番組として本番組中のコーナーは全て音楽にかかわるものばかりという、東京、大阪から落語家、芸人、タレントなどをパーソナリティとして招聘し、バラエティ色を強めていた東海ハイウェイから比べて、音楽に重きを置いたワイド番組となった。
本番組のメインパーソナリティの松原敬生は本番組終了後も引き続き後番組の『ぶっつけワイド』にも火・水・金曜パーソナリティとして出演している（1985年4月からはぶっつけワイドでも本番組同様に平日全曜日出演に）。

## 出演者
- メインパーソナリティ：松原敬生
- アシスタント：小島理恵
- 飛びこみマイク担当
  - 月・火・木・金：伊藤春雄[1]
  - 水曜：亀井真理子[1]

## 主なコーナー
- 1時のプレゼント （本番組のオープニングコーナー）[2]
- 思い出さんこんにちわ （リスナーがリクエスト曲にまつわるエピソードや思い出を電話で語る）[1]
- ゲストコーナー （第1回放送のゲストは菅原洋一[3]）
- 飛びこみマイク
- 姓名判断コーナー （15:00頃からのコーナー）
- ギャラリーからこんにちは （15:30頃からのコーナー）
- こんにちは○○県警（愛知県警察・岐阜県警察・三重県警察）です[1]
- こんにちは愛知県です[1]
- こんにちは名古屋市です[1]
- ニュース・天気予報・交通情報